# Corsia preferenziale

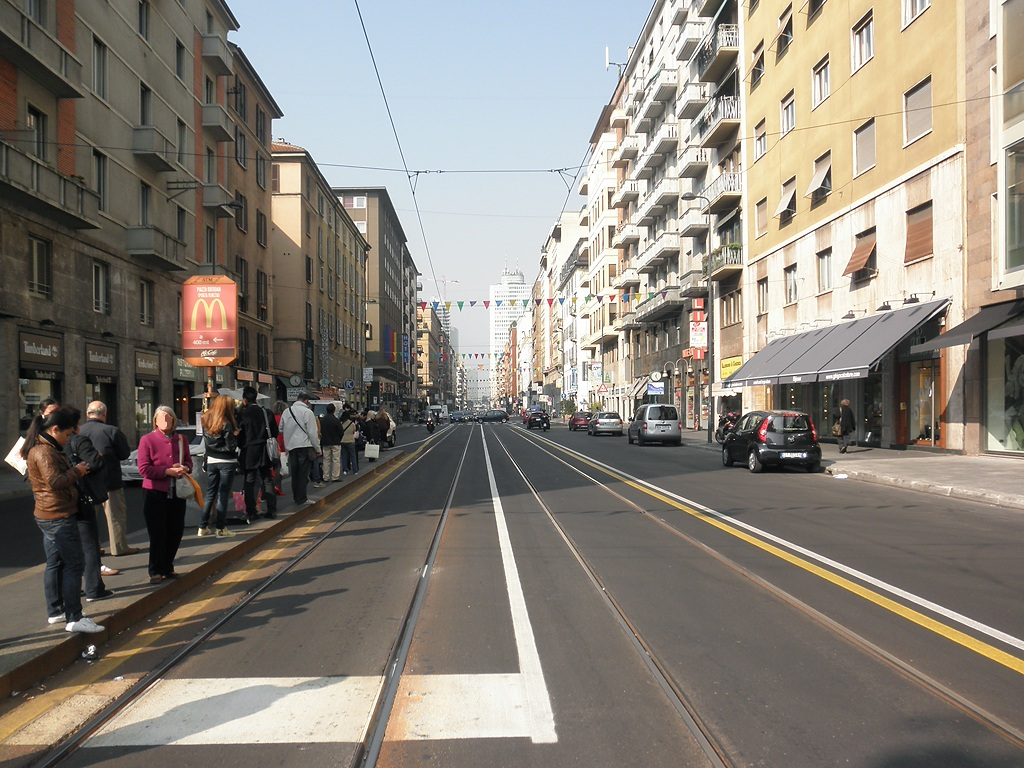
Corsia riservata a tram, bus e taxi a Milano

La corsia preferenziale è, secondo il Codice della Strada, quella parte di carreggiata riservata al transito dei mezzi del trasporto pubblico (come per esempio autobus di linea, tram e taxi) e dei mezzi di emergenza.

## Storia
Il boom del traffico automobilistico privato che ha caratterizzato il secondo dopoguerra ha indotto in numerose città di tutto il mondo la necessità di ricorrere a soluzioni per evitare l'imbottigliamento dei mezzi pubblici e la congestione di auto nei centri storici urbani.
Alcune fra le prime corsie preferenziali derivavano dalla trasformazione di sedi tranviarie, situate spesso al centro dei viali delle città: tali sedi, originariamente in terra battuta, sono state asfaltate o selciate, delimitate da strisce gialle o da piccoli marciapiedi specialmente in corrispondenza delle fermate, e destinate al solo transito di mezzi pubblici (autobus, filobus, taxi e tram).
Gli anni settanta, quelli della crisi petrolifera e dell'austerity, sono stati caratterizzati dal proliferare di corsie preferenziali caratterizzate da segnaletica orizzontale specifica. Sono state dunque istituite corsie nello stesso senso di marcia veicolare della strada, così come corsie contromano rispetto al senso di marcia, per minimizzare le possibili interferenze longitudinali ed invasioni da parte di automobilisti indisciplinati.
Successivamente sono arrivati i cordoli per delimitare le corsie preferenziali ed impedire anche il fenomeno del parcheggio lungo tali percorsi, che li renderebbe inefficaci.

## Tipologie e caratteristiche
Principalmente esistono due tipi di corsie preferenziali: monodirezionali e bidirezionali.

### Corsie monodirezionali
Generalmente sono le più efficaci poiché consentono ai mezzi pubblici (e, in generale, a tutti gli autorizzati a percorrerla) di viaggiare su una carreggiata contromano rispetto al resto del traffico veicolare. Questo aspetto è fondamentale perché permette, in particolare ad autobus, taxi ed N.C.C., di raggiungere le proprie destinazioni più rapidamente.
Come tutte le corsie preferenziali, possono essere separate dalle altre corsie da elementi fisici posti sulla pavimentazione stradale oppure mediante il tracciamento di due strisce continue affiancate; quella più interna alla corsia preferenziale deve essere di colore giallo e spessa 30 cm mentre quella più esterna deve essere di colore bianco e di spessore 12 cm. All'interno delle corsie preferenziali possono inoltre essere tracciate le iscrizioni "BUS", "TAXI" e "TRAM", in colore giallo.

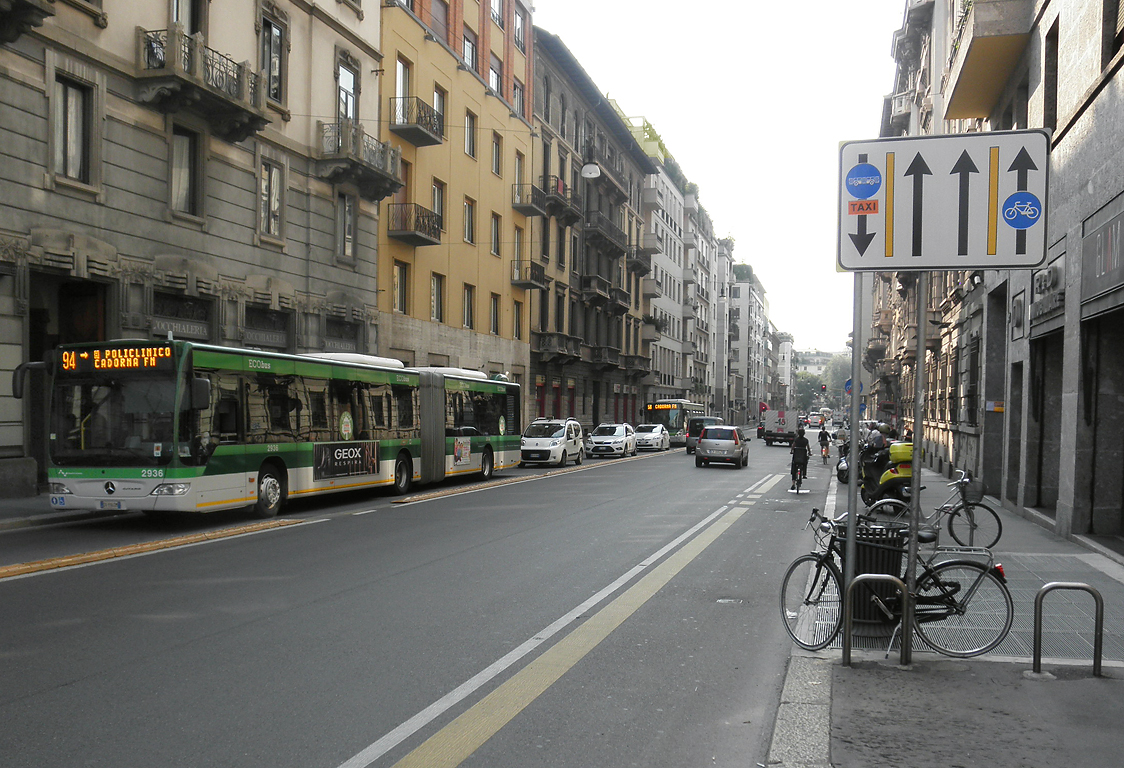
Corsia preferenziale monodirezionale a Milano, contromano rispetto al resto del traffico

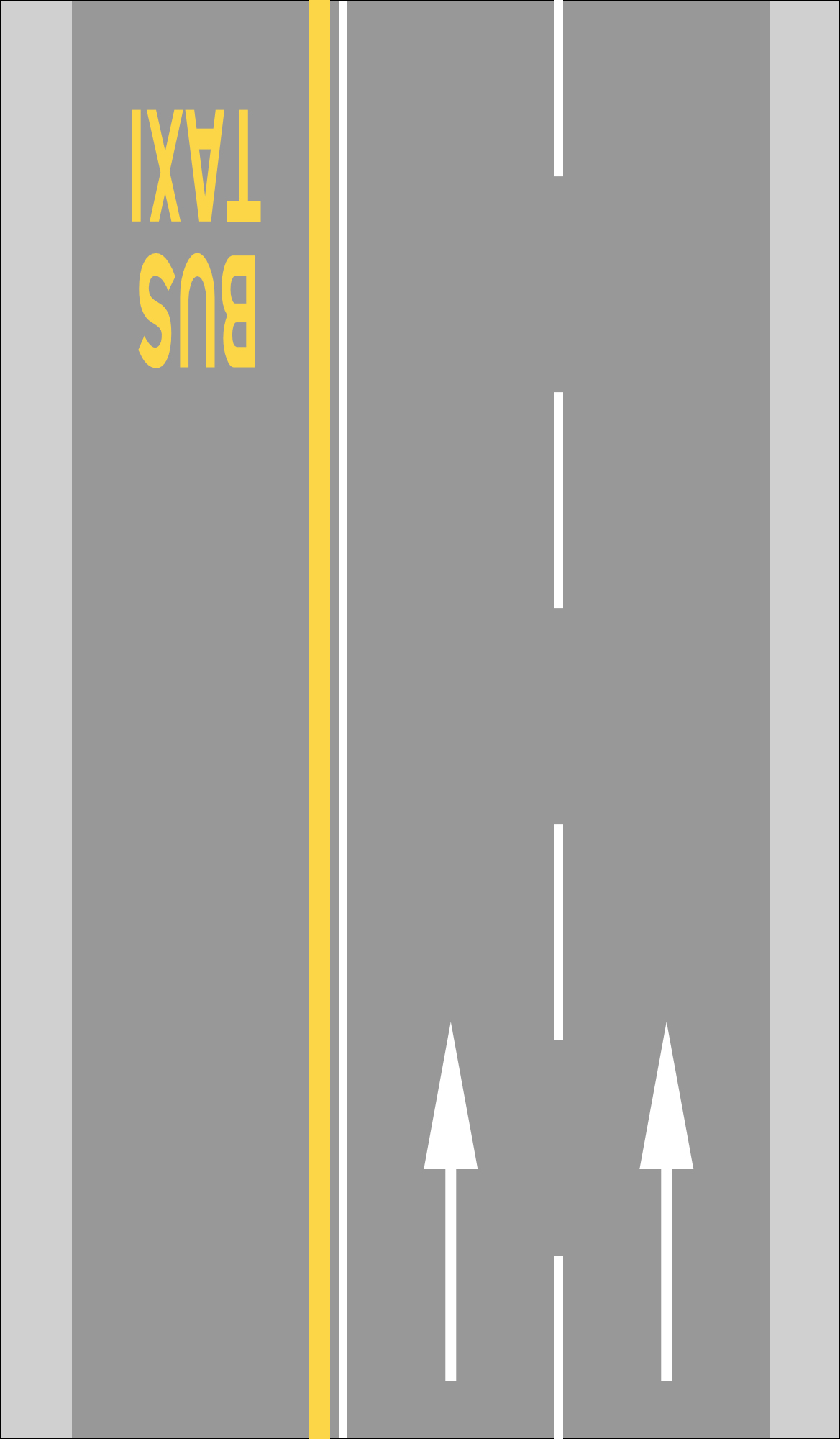
Corsia preferenziale monodirezionale (contromano)

### Corsie bidirezionali
Nella maggior parte dei casi, si trovano nelle carreggiate centrali dei viali delle città, spesso ricavate dalle sedi tramviarie preesistenti. Solitamente, queste preferenziali sono separate dalle altre corsie da marciapiedi rialzati o filari alberati, che ne impediscono l'indebita invasione.
L'accesso a queste corsie, come pure quelle monodirezionali, è spesso regolato da varchi elettronici: apparecchiature che sfruttano telecamere per leggere le targhe dei veicoli in transito e, qualora non fossero autorizzati, inviano tali informazioni all'autorità competente affinché possa emettere il verbale di contestazione, che sarà recapitato alla residenza del trasgressore.

### Corsie sui lati delle strade
Esiste infine, una terza tipologia di corsie preferenziali, ossia quelle poste sui lati delle sedi stradali. Spesso non sono protette da elementi fisici, ma dalla sola segnaletica orizzontale, fatto che aumenta il rischio di invasione da parte di veicoli non autorizzati. All'interno di queste corsie è piuttosto diffuso il fenomeno della sosta irregolare, che rende tuttavia inefficace l'uso della corsia preferenziale stessa. La conformazione di tali corsie impedisce infine la collocazione di telecamere per il controllo delle infrazioni, in quanto non esistono dei veri e propri varchi di accesso.

## Accesso

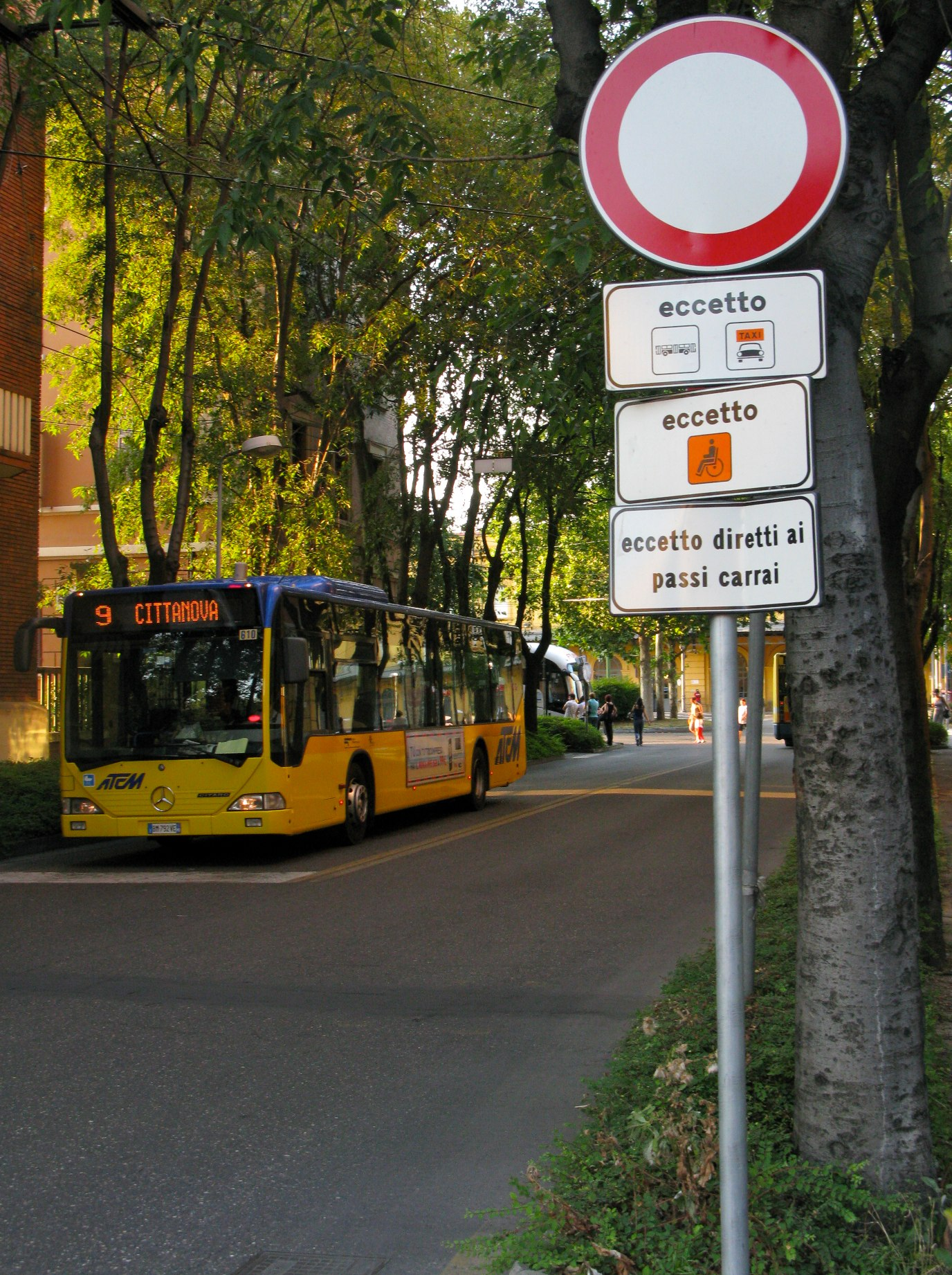
Esempio di segnale stradale indicante i veicoli autorizzati a circolare in una corsia preferenziale bidirezionale

Nella quasi totalità delle corsie preferenziali, l'accesso è consentito agli autobus urbani, molto spesso ai taxi e talvolta ai tram.
In alcune città, col passare del tempo, l'elenco dei veicoli che possono transitare nelle corsie riservate è stato ampliato anche a mezzi quali N.C.C., ciclomotori, motocicli e pullman turistici (i quali sono però nella maggior parte dei casi soggetti al pagamento di tagliandi per il permesso di transito). In alcuni comuni il transito nelle corsie preferenziali è concesso anche a privati cittadini muniti di auto elettriche o alle auto del car sharing. A seconda della conformazione della strada e del tipo di corsia preferenziale, l'accesso può essere infine concesso ai proprietari dei passi carrabili il cui sbocco è proprio sulla corsia preferenziale.

Le corsie preferenziali possono essere percorse anche dai veicoli a servizio di persone invalide che espongano l'apposito contrassegno, purché l'accesso sia consentito oltre che ai mezzi di trasporto pubblico collettivo, anche ai taxi.
Dal 2020, gli enti proprietari delle strade possono estendere l'accesso alle corsie preferenziali anche ai velocipedi, a condizione che non vi siano binari tramviari a raso e che la carreggiata abbia larghezza non inferiore a 4,30 m.